# Trận Mindanao
Trận Mindanao là trận đánh diễn ra giữa lực lượng Hoa Kỳ và quân du kích Philippines chống lại Đế quốc Nhật Bản từ ngày 10 tháng 3 đến 15 tháng 8-1945 tại đảo Mindanao thuộc quần đảo Philippine, là một phần của cuộc hành quân mang tên VICTOR V và nằm trong chiến dịch giải phóng Philippines trong Thế chiến II. Trận đánh được tiến hành nhằm hoàn tất việc tái chiếm lại phần cực nam của quần đảo và ngăn cản sự xâm nhập của các lực lượng Nhật.

## Bối cảnh
Chiến dịch Mindanao được xem là trở ngại cực kì lớn đối với lực lượng Hoa Kỳ. Mà chủ yếu là do ba nguyên nhân chính sau: điều kiện địa hình trắc trở; hệ thống phòng thủ trải dài của quân Nhật; và sức mạnh của lực lượng Nhật đóng trên đảo, vốn là nơi tập trung chủ yếu số binh lính chiến đấu còn lại tại Philippines.
Giống như phần lớn các hòn đảo khác thuộc quần đảo Philippines hay các nơi khác ở chiến trường Thái Bình Dương nơi quân Mỹ đổ bộ, địa hình của Mindanao hòn đảo có diện tích lớn thứ hai thuộc Philippines ít khi tạo điều kiện thuận lợi cho một cuộc tấn công của quân Mỹ. Đường bờ biển khúc khuỷu có hình dáng bất thường trong khi địa hình bên trong đất liền đặc trưng bởi nhiều đồi núi hiểm trở. Thêm vào đó là những khu rừng mưa nhiệt đới rậm rạp cùng vô số con sông đầy rẫy cá sâu cư trú xe kẽ bởi các đầm lầy, hồ nước và đồng cỏ. Trong những vùng đồng cỏ xuất hiện các khu rừng dày đặc cây abacá (một loại chuối đặc hữu ở Philippines) vốn hạn chế tầm nhìn xuống mức tối thiểu khiến cho cuộc hành quân của lực lượng Hoa Kỳ bội phần khó khăn.
Bên cạnh đó số lượng ít ỏi các con đường ở đảo Mindanao cũng làm phức tạp hơn vấn đề hành quân. Hai trong số đó, được gọi với cái tên chung là đường cao tốc số 1, chạy cắt ngang phần phía Nam của hòn đảo, ngay phía Nam thị trấn Parang trên vịnh Illana ở hướng Tây đến Digos trong vịnh Davao ở hướng Đông và sau đó đi về hướng Bắc tới Davao. Về phần đường cao tốc Sayre là con đường chính thông thương giữa phía Bắc và phía Nam đảo, bắt đầu tạu Kabacan, đi giữa vịnh Illana và vịnh Davao, rồi chạy về hướng Bắc qua các ngọn núi Bukidnon và vịnh Macajalar (qua tỉnh Misamis Oriental) đến bờ biển phía Bắc.
Trên đảo, lực lượng phòng thủ Nhật tập trung xung quanh khu vực vịnh Davao, nơi đây được đặt mìn dày đặc nhằm đẩy lùi lực lượng đổ bộ, và ở thành phố Davao lớn nhất và quan trọng nhất của đảo Mindanao. Các khẩu pháo và súng phòng không được bố trí rộng khắp hệ thống phòng thủ dọc bờ biển. Người Nhật dự đoán rằng quân Mỹ sẽ tấn công thành phố từ hướng vịnh Davao và lường trước được kết quả sau cùng thì họ cũng sẽ bị đẩy lùi khỏi thành phố. Do đó quân Nhật đã chuản bị cho cuộc đối đầu sắp tới bằng việc thiết lập các boong ke nằm sâu trong đất liền sau vành đai phòng thủ vòng ngoài để có thể rút lui khỏi thành phố và tái tập hợp dễ dàng với dự định kéo dài cuộc chiến càng lâu càng tốt.

### Chiến dịch VICTOR V
Ngày 10 tháng 3-1945, Tập đoàn quân số 8 do Trung tướng Robert L. Eichelberger chính thức nhận lệnh Tướng Douglas MacArthur tấn công đảo Mindanao, với sự kiện mở màng là chiến dịch VICTOR V, dự định ban đầu là hoàn thành chiến dịch trong vòng 4 tháng. Eichelberger đã tỏ ra nghi ngờ về tính khả thi của thời gian biểu đặt ra cho chiến dịch, nhưng dù sao, các nhân viên dưới quyền của ông cũng đã đề ra một kế hoạch hiệu quả hơn.
Thay vì đối đầu trực tiếp với quân Nhật đang chờ sẵn trên bờ biển trải dài bên vịnh Davao, quân Hoa Kỳ lại lựa chọn vịnh Illana làm nơi đổ bộ lên bờ biển không được phòng thủ ở phía Tây, sau đó hành quân về hướng Đông hơn 100 dặm (160 km) băng qua vùng rừng núi để tấn công từ phía sau đối phương. Mục đích của cuộc hành quân là khiến cho quân Nhật bị bất ngờ, nhân đó thọc sâu và làm rối loạn hàng ngũ quân địch. Với kế hoạch này, Eichelberger quyết định giành thế chủ động và đập tan tinh thần quân Nhật ngay từ đầu. Chìa khóa thành công của chiến dịch là khả năng của các lực lượng tham gia cuộc đổ bộ di chuyển nhanh chóng và chớp lấy thời cơ, giành ưu thế tuyệt đối trước đối phương, trước khi mùa mưa bắt đầu sẽ khiến cho cuộc hành quân thêm phần khó khăng.
Các chiến dịch trên bộ được giao cho Quân đoàn X dưới quyền Thiếu tướng Franklin C. Sibert, cùng với Sư đoàn 24 Bộ binh Thiếu tướng Roscoe B. Woodruff  và  Sư đoàn 31 Bộ binh do Thiếu tướng Clarence A. Martinas làm lực lượng chiến đấu chính. Nhóm nhiệm vụ đổ bộ 78.2 do Chuẩn Đô Đốc Albert G. Noble, được giao nhiệm vụ hộ tống Sư đoàn 24 và cả sở chỉ huy của Quân đoàn X đến các bãi biển gần Malabang ngày 17 tháng 4 để chiếm các sân bay tại đây. 5 ngày sau, Sư đoàn 31 tiến đến Parang, 20 dặm (30 km) về phía Nam gần đường cao tốc số 1 dẫn tới Davao.

## Diễn biến

### Trận đánh tại Zamboanga và Sulu
Cùng ngày, lực lượng của Tướng Eichelberger được lệnh đổ bộ lên Mindanao, phần còn lại của Sư đoàn 41 Bộ binh do Thiếu tướng Jens A. Doe tiến hành chiến dịch VICTOR IV. Đồng thời chiến dịch VICTOR III cũng diễn ra với cuộc bao vây Zamboanga, một bán đảo lơn thuộc Mindanao kéo dài về hướng Tây Nam xảy ra cùng lúc với việc đánh chiếm Palawan. Lực lượng Nhật ở đây gồm 9.000 người thuộc Lữ đoàn Hỗn hợp Độc lập 54, tập trung quanh các công sự kiên cố quanh thành phố Zamboanga tại cực nam bán đảo
Việc chậm trễ trong xây dựng các sân bay tại Palawan càng làm tăng sự khó khăn cho việc chi viện cho chiến dịch Zamboanga. Sau khi chiếm được sân bay tạm thời tại Dipolog, khoảng 145 dặm (230 km) về phía đông bắc của thành phố Zamboanga, người Mỹ nhanh chóng đưa căn cứ này vào hoạt động bằng việc chuyển tới đây hai đại đội từ Trung đoàn 21 Bộ binh, Sư đoàn 24 để đóng quân. Ngay sau đó, Nhóm Hải quân Không quân Zamboanga (MAGSZAM) do Đại tá Clayton C. Jerome sử dụng căn cứ này làm nơi xuất phát cho các cuộc không kích hỗ trợ cho trận đổ bộ lên thành phố Zamboanga.
Sau khi trận đánh bom những vùng đất đổ bộ của Không lực 13 và 3 ngày oanh tạc do Hải quân Mỹ thực hiện, Trung đoàn 162 và 163 Bộ binh đổ bộ lên bãi biển cài 3 dặm (5 km) phía Tây thành phố Zamboanga. Sự chống trả của quân Nhật tại đây rất yếu ớt, do đó Sư đoàn 41 nhanh chóng làm chủ được thành phố vốn đã bị tàn phá trước đó do những cuộc bắn phá liên tục. Ngày kế tiếp, 11 tháng 3, quân Mỹ vấp phải sự kháng cự mạnh mẽ khi họ tấn công các vị trí quân địch nằm trên các ngọn đồi nhìn ra bãi biển. Trong hai tuần, Bộ binh Mỹ được yểm trợ bởi máy bay của Hải quân và hải pháo đã chiến đấu với quân Nhật dọc theo chiến tuyến dài 5 dặm (8 km) với bãi mìn, hố cá nhân, dây thép gai và những cái bẫy chết người.
Đến 23 tháng 3, sau nhiều ngày giằng co ác liệt, trung tâm phòng tuyến quân Nhật bị phá vỡ và ba ngày sau, Trung đoàn 162 Bộ binh tiếp tục chiến đấu dập tắt mọi sự kháng cự ở khu vực trung tâm. Trung đoàn 168 Bộ binh được cử thay thế Trung đoàn 163, tiếp tục cuộc đối đầu với Lữ đoàn 54 quân Nhật và buộc đơn vị này phải rút lui một tuần sau đó. Họ quyết định chạy vào sâu trong đất liền về phía rừng rậm và tổ chức thành các đơn vị du kích nhằm kéo dài cuộc chiến. Sau nhiều ngày chiến đấu, người Mỹ tổn thất 220 lính so với 6.400 về phía Nhật.
Cùng lúc với chiến dịch trên Zamboanga, các đơn vị nhỏ của Sư đoàn 41 cũng thực hiện cuộc tấn công quần đảo Sulu, trải dài từ bán đảo Zamboanga đến Bắc Borneo. Họ nhanh chóng chiếm lấy được các hòn đảo Basilan, Malamaui, Tawi-Tawi, Sanga Sanga và Bangao. Tuy nhiên đến 9 tháng 4, họ vấp phải sự chống trả quyết liệt từ quân Nhật khi đổ bộ lên Jolo. Tại đây lực  lượng quân Nhật khoảng 3.900 người cố gắng bám trụ xung quanh các vị trí thuộc đỉnh núi Dabo, nhằm đẩy lùi Sư đoàn 163 cùng với các chiến binh du kích Philippines. Cuối cùng đến ngày 22 tháng 4, quân Đồng Minh cũng làm chủ được vị trí sau khi cuộc đối đầu ác liệt và phần còn lại của lực lượng Nhật rút về hướng Tây cầm cự hơn hai tháng nữa. Đến giữa tháng 6 năm 1945 Trung đoàn 163 đã tổn thất 40 lính và 125 bị thương, trong khi 2.000 lính Nhật bị giết chết.

### Bao vây Malabang
Khi Chuẩn Đô Đốc Noble chỉ huy Lực lượng Đặc nhiệm 78.2 tiến về vịnh Illana để chuẩn bị cho cuộc đổ bộ lên Parang, Đại tá Wendell Fertig chỉ huy nhóm du kích trên đảo Mindanao báo cáo với Đô Đốc rằng lực lượng của ông đã làm chủ được Malabang và sân bay tại đây. Tuy nhiên trên thực tế thì một tiểu đoàn Nhật vẫn còn chiến đấu tại Malabang và Đại tá Fertig cùng người của mình vẫn bế tắc trong việc loại bỏ hoàn toàn quân địch ra khỏi nơi này. Đến ngày 3 tháng 4, Đại tá Jerome đã chỉ huy các máy bay của Hải quân cất cánh từ Dipolog di chuyển đến Malabang và oanh tạc vào các vị trí Nhật theo sự hướng dẫn của lực lượng du kích. Ngày 14 tháng 4, số quân Nhật còn lại rút khỏi các vị trí quanh Malabang kết thúc cuộc chiến tại đây.
Với việc kiểm soát được Malabang, Sibert, Woodruff, và Noble nhận ra đây là một thời cơ thích hợp để đẩy nhanh cuộc hành quân tiến về trung tâm đảo Mindanao thay đổi kế hoạch của họ theo hướng bắt kịp với các diễn biến mới này. Sư đoàn 24 sẽ đổ bộ lên bờ biển tại Parang, gần đường cao tốc số 1 hơn rất nhiều, do đó có thể kết thúc nhanh chiến dịch.

### Tiến về trung tâm Mindanao
Trong khi cuộc đổ bộ lên Parang đang được tiến hành vào ngày 17 tháng 4 và Sư đoàn 24 nhanh chóng xâm nhập vào sâu trong đất liền. Thì những người lên kế hoạch thuộc Tập đoàn quân số 8 dự đoán quân Nhật sẽ phá hủy các cây cầu dọc theo chiều dài đường cao tốc số 1, hà họ quyết định của Trung đoàn Kỹ sư tàu thuyền 533 và Lữ đoàn Kỹ sư Đặc biệt 3 đi theo con sông Mindanao. Con đường thủy này tương đối song song với đường cao tốc số 1 và thích hợp cho tàu bè di chuyển trong vòng 35 dặm (56 km).
Ngày 21 tháng 4, một đội tàu nhỏ do Trung tá Robert Amory chỉ huy đi ngược dòng sông để bao vây Kabacan vào giao lộ giữa đường cao tốc số 1 và đường cao tốc Sayre trong ngày kế tiếp. Việc này đã đánh động các căn cứ Nhật gần đó và thay vì chiến đầu chống lại người Mỹ, lính Nhật lại rút về hướng bắc và tây. Do đó mà con sông Mindanao trở thành tuyến đường chi viện cho các khu vực xa trên thượng nguồn.

Lực lượng đổ bộ Mỹ đi ngược lên sông Mindanao

Ngày 22 tháng 4, Sư đoàn 31 tiến lên đất liền, cùng lúc với Nhóm Phi cơ Hải quân 24 bay tới Malabang để hỗ trợ cho các chiến dịch trên mặt đất ở Mindanao. Với lực lượng trong tay gồm hai sư đoàn và để bắt kịp với thời biểu đặt ra, Tướng Sibert yêu cầu Sư đoàn 24 tiếp tục tiến theo đường cao tốc số 1 đến Digos, rồi sau đó bao vây thành phố Davao. Còn Sư đoàn 31 sẽ tiến tới Kabacan rồi đi theo đường cao tốc Sayre Highway hành quân về vịnh Macajalar ở hướng Bắc.
Trong trận này, người Nhật đã mắc phải sai lầm khi để quân Mỹ bao vây trung tâm giao thông tại Kabacan quá dễ dàng; do việc làm này mà Sư đoàn 30 và 100 quân Nhật bị chia cắt bởi quân đoàn X và nguy cơ bị tiêu diệt hoàn toàn càng đến gần hơn bao giờ hết. Sai lầm này cũng tạo điều kiện cho thành công nhanh chóng của Tướng Eichelberger khi quyết định đổ bộ lên vịnh Illana.
Vì Sư đoàn 24 do Tướng Woodruff hành quân quá nhanh chóng, lực lượng Mỹ đã vượt trội hơn hẳn quân Nhật quanh Davao trước khi Tướng Morozumi nhận ra rằng các cuộc đổ bộ của lính Mỹ là thật sự chứ không phải là đòn nghi binh. Tại Digos vào ngày 27 tháng 4, quân Mỹ áp đảo toàn bộ quân Nhật tại đây, những binh lính mà chỉ được chuẩn bị cho các cuộc tấn công từ nhỏ từ phía bờ biển chứ không phải từ phía hậu phương. Do đó Sư đoàn 24 nhanh chóng tiến về phía bắc hướng về thành phố Davao.

### Trận đánh ở vùng cây gai dầu
Đến ngày 3 tháng 5 năm 1945, đơn vị chiến đấu đầu tiên thuộc Sư đoàn 24 tiến đến thành phố Davao và gặp phải ít sự kháng cự hơn dự kiến. Vì quân Nhật chỉ tập trung vào việc tàn phá thành phố càng nhiều càng tốt trước khi họ rút vào trong đất liền. Trước đó 15 ngày, bất chấp cái nóng gay gắt, độ ẩm co và những cơn mưa không dứt, hầu như toàn bộ các binh lính thuộc Sư đoàn 24 đã  vượt qua quãng đường dài 115 dặm để tấn công thành phố Philippines lớn cuối cùng còn nằm trong tay quân Nhật, cuộc chiến đấu trên Mindanao thật sự đã bắt đầu. Trước đó, quân đoàn X đã bỏ qua lực lượng phòng thủ chính của Nhật một cách có chủ ý, rồi họ lên kế hoạch để tiêu diệt hoàn toàn vị trí này.
Người viết sử của Sư đoàn 24 đã ghi lại: "Các binh sĩ sư đoàn 24 đang chờ đợi cuộc chiến sắp tới tại Davao như là thử thách khó khăn nhất, cay đắng nhất và vất vả nhất trong các chiến dịch quân sự trên mười hòn đảo đã trải qua. Thêm vào đó là sự phòng thủ ngoan cường đến từ quân Nhật, trên chiến trường phủ xanh rậm rạp các cây chuối phát triển một cách nhanh chóng. Đi theo  từng bước chân mà người lính tiến được tại tỉnh Davao, danh từ chuối cũng đồng nghĩa với địa ngục...vô số khu vực quanh Davao được bao phủ bởi loại cây thân dày, cao từ 15 đến 20 feet; loại cây này mọc sát với nhau như cây mía đường, và những cái là dài, xanh, xanh tốt của nó kết lại với nhau thành một mớ hỗn độn dày đặc đến mỗi mà một người lính khỏe mạnh dường như phải mang thêm một thân mình thứ hai trên mỗi bước đi của mình...Tại những nơi này, tầm nhìn hiếm khi vượt quá 10 feer. Không có một cơn gió nào len lỏi được giữa cánh rừng rậm rạp này khiến cho phần đông các binh lính cả người Mỹ lẫn Nhật đều cảm thấy bị kiệt sức bởi cái nóng ngột ngạt hơn là vì những viên đạn trên chiến trường. Cách duy nhất để những lính trinh sát xác định được vị trí quân địch là di chuyển cho đến khi họ bị hỏa lực súng máy bắn khi còn cách công sự chỉ từ 3 đến 5 yard. Trong hai tháng tiếp theo, Sư đoàn 24 phải chiến đấu với quân Nhật trong những điều kiện khắc nghiệt như trên. Trong khi bộ binh đang tìm nhiệm vụ tìm diệt các vị trí phòng thủ Nhật, các trung đội và tiểu đội được phái đi qua khu rừng chuối và tiêu diệt các boongke và hố cá nhân quân địch xung quanh khu rừng."
Bằng cách này, cuộc chiến vẫn tiếp diễn một cách chậm chạp, nhưng quân Mỹ tiếp tuc tiến gần hơn đến chiến thắng. Tại Libby Airdrome và làng Mintal, cách thành phố Davao khoảng 5 dặm (8 km) về hướng tây, Trung đoàn 21 Bộ binh bị tấn công từ cả ba mặt bởi quân Nhật mạnh hơn họ. Tuy nhiên những hành động dũng cảm của những cá nhân riêng lẻ đã tạo nên sự khác biệt giữa chiến thắng và thất bại tại nơi này. Ngày 14 tháng 5, người được trao Huy chương Danh dự sau khi chết, Hạ sĩ nhất James Diamond thuộc Đại đội D bị thương trầm trọng và tử vong sau khi ông dẫn đầu một nhóm lính quay lại vị trí cũ sơ tán những người bị thương ra khỏi khu vực nguy hiểm. Ông thu hút hỏa lực của đối phương khi cố gắng chạy lại một vị trí súng máy bị bỏ lại và bị trúng một loạt đạn nhưng vẫn kết thúc cuộc di tản thành công.
Đến 17 tháng 5, sau nhiều ngày chiến đấu vất vả và đầy chết chóc sư đoàn 24 củng cố lại lực lượng để chuẩn bị cho một cuộc tấn công mới. Cùng lúc đó Trung doán 19 Bộ binh hỗ trợ bởi những người lính du kích do Fertig chỉ huy đã bẻ gãy được cánh phía đông của quân Nhật và chiếm giữ thị trấn Mandong ngày 29 tháng 5. Sư đoàn 100 của Nhật tan vỡ và buộc phải rút lui. Liền sau đó trận đánh chỉ còn là cuộc truy đuổi và tìm diệt của Trung đoàn qua những công sự Nhật. Điều này được chỉ huy trưởng Trung đoàn 19 là Đại tá Thomas "Jock" Clifford.  
()(Đại tá Thomas Edgar "Jock" Clifford -1911-1945).
Chiến sự quanh khu rừng gần thành phố Davao đã làm Sư đoàn 24 tổn thất 350 người và 1.615 người bị thương. Trong khi Sư đoàn 100 Nhật mất khoảng 4.500 người.

### Trận đánh tại rừng Colgan
Trong khi đó, Sư đoàn 31 đang đi dọc theo đường cao tốc số 1 tiến đến thị trấn Kibawe, còn cách nơi này khoảng 40 dặm (65 km). Ngày 27 tháng 4, cùng với sự hỗ trợ của Trung đoàn 124 bộ binh do Đại tá Edward M. Starr, cả hai đơn vị cùng hành quân dưới điều kiện khó khăn do những cơn mưa đầu mùa gây ra. Khi đang đuổi theo một tiểu đoàn Nhật đang bỏ chạy về hướng Nam, Trung tá Robert M. Fowler chỉ huy tiểu đoàn 2 cùng với đội pháo binh B, thuộc Tiểu đội Pháo binh chiến trường 149 chạm súng với lực lượng chặn hậu và giết chết ít nhất 15 người và buộc số còn lại phải tháo chạy.
Ngày 3 tháng 5, Sư đoàn 31 đặt chân đến thị trấn Kibawe và không gặp phải một sự kháng cự nào, nhưng những khó khăn sắp tới vẫn đang chờ đợi họ. Thị trấn này được cho là nằm trên tuyến đường tiếp tế của quân Nhật vòng xuống hướng Nam đi đến thị trấn Talomo nằm trên bờ biển. Địa hình phức tạp tại đây đã khiến cho quân Mỹ gặp nhiều khó khăn khi phải đối mặt với các công sự Nhật được bố trí cả hai bên đường tương tự với những gì xảy ra tại Talomo ngày 11 tháng 5. Khoảng 1.000 lính Nhật trú ẩn trong rừng mưa, lợi dụng những cơn mưa tầm tã cùng địa hình làm ưu thế. Địa hình cũng khiến cho hàng tiếp tế được thả xuống từ máy bay không thể đến được với những lính bộ binh Mỹ bị cô lập cũng như địa hình nơi này hoàn toàn không thích hợp cho các xe cơ giới khiến tình hình càng khó khăn hơn. Đến 30 tháng 6, Trung đoàn 167 bộ binh chỉ tiến được 5 dặm (8 km) dọc sông Pulangi, ngay cả khi được sự giúp đỡ của quân du kích Philippines. Tổng cộng quân Mỹ mất 80 người và bị thương 180 người trong khi quân Nhật tổn thất 400 người.
Đến ngày 6 tháng 5, Trung đoàn 124 bộ binh tiếp tục hành quân theo đường cao tốc Sayre mà không hề có bất cứ thông tin tình báo về Talomo một cách đầy đủ. Do đó, đơn vị này đã tham gia vào trận đánh ác liệt nhất trong chiến dịch Mindanao. Một tiểu đoàn Nhật được chỉ định bởi Morozumi là nhiệm vụ chặn đánh Trung đoàn 124 cách Maramag khoảng 30 dặm (50 km) về hướng Nam để kéo dài thời gian để vị tướng này có thể củng cố lại Sư đoàn 30 của ông. Việc này khiến cho Sư đoàn 124 phải mất đến 6 ngày để đến được Maramag. Những trận đánh xảy ra từ thị trấn Talomo đến Maramag về sau được đổi tên là rừng Colgan bởi những người lính Mỹ để tưởng nhớ Đại úy Thomas A. Colgan, một cha cố quân đội người đã hi sinh trong khi liên tục giúp đỡ những binh lính bị thương tại chiến tuyến. Đây là một trong những trận đụng độ đẫm máu nhất trên mặt trận Thái Bình Dương mà ít được tường thuật bởi hệ thống thông tin đại chúng.
Từ những hầm trú ẩn, hố cá nhân ngụy trang được thông nối với nhau, và từ những công sự gần như không thể phát hiện được, lính Nhật tung hỏa lực về quân Mỹ. Họ lựa chọn việc chiến đấu chống lại quân Mỹ với tất cả những gì có được hơn là rút lui. Đồng thời họ cũng áp dụnh các cuộc tấn công tự sát kiểu Banzai nhằm vào Trung đoàn 124 đầu tiên vào ngày 7 tháng 5 và sau đó là vào đêm ngày 14 tháng 5. Tuy nhiên cuối cùng quân Nhật đã phải tháo chạy khi quân Mỹ sử dụng súng tự động đáp trả lại, giết chết 73 quân Nhật và kết thúc trận đánh. Tại trận Colgan Woods và Maramag thương vong hai bên xấp xỉ nhau khi Trung đoàn 124 mất 69 người và 177 người bị thương.
Những trận đánh quyết liệt cuối cùng trên đảo Mindanao diễn ra khi Trung đoàn 155 Bộ binh do Đại tá Walter J. Hanna tấn công Malaybalay vào ngày 21 tháng 5, và chiếm quyền kiểm soát đường cao tốc Sayre, cùng với Trung đoàn 108 Bộ binh do Đại tá Maurice D. Stratta sau một cuộc chạm trán chớp nhoáng với quân Nhật. Tướng Morozumi và số quân còn sót lại của Sư đoàn 30 tiếp tục rút lui về thung lũng Agusan sau cuộc đụng độ với lực lượng truy đuổi của Sư đoàn 31 ngày 5 tháng 6. Xa hơn về phía nam đảo Mindanao, những đơn vị nhỏ hơn của Quân đoàn X đang bao vây đảo Sarangani và Balut, và đến ngày 12 tháng 7, Tiểu đoàn 1, Sư đoàn 24 tiếp cận được mặt Đông nam của vịnh Sarangani nhằm gia tăng các cuộc trinh sát nắm tình hình quân địch đang trú ẩn trong rừng, và tiếp tục cuộc truy kích trong rừng núi. Những chiến dịch này tiếp diễn cho đến giữa tháng 8, khi mà tin về sự đầu hàng của quân Nhật lan truyền tới.

## Kết quả
Trong khi các chiến dịch càn quét đang thực hiện bởi các đơn vị nhỏ của Mỹ và lính du kích Phillippines, thì Tướng Eichelberger loan báo thông tin rằng sự kháng cự một cách có tổ chức của quân Nhật trên đảo đã chấm dứt. Xuyên suốt các chiến dịch trên Mindanao, rất nhiều các công sự quân Nhật được bố trí phân tán dựa vào địa hình hòn đảo và nằm trong những khu rừng chưa được khám phá vẫn còn kháng cự cho đến khi kết thúc chiến tranh thì có đến 22.000 lính ra đầu hàng. Trong trận này khoảng 10.000 lính Nhật bị chết cùng với 7.000 lính bị thương và khoảng 8.000 lính bị chết không tham chiến do bệnh tật và đói. Về phía Mỹ có 820 người chết và 2.880 bị thương trong toàn bộ chiến dịch.
Đây là một chiến dịch mà quân Mỹ chỉ phải gánh chịu tổn thất rất ít so với lực lượng hùng hậu của Nhật trên đảo, một phần là do có sự hỗ trợ tích cực của quân du kích Phillippines tạo thành "lực lượng hỗn hợp" một thuật ngữ đã trở nên quen thuộc cho các đơn vị thuộc Quân đoàn 8. Và một yếu tố quan trọng là sự chỉ huy sáng suốt và tài giỏi của những người lên kế hoạch và chỉ đạo trận đánh. Trước khi cuộc đổ bộ diễn ra, lính du kích Phillippines đã giúp thu thập những tin tình báo hết sức có giá trị về những vị trí của quân Nhật và các bãi biển an toàn cho cuộc đổ bộ. Và trong các cuộc hành quân, những người Phillippines luôn đóng vai trò tích cực trong việc dẫn đường và chiến đấu bên cạnh lực lượng Mỹ.